# Arnaldo Tamayo Mendez
Arnaldo Tamayo Mendez (*29. ledna 1942 Guantánamo, Kuba), kubánský kosmonaut a vojenský letec, zapojený do programu Interkosmos. Do vesmíru letěl v roce 1980 na palubě kosmické lodi Sojuz 38.

## Život
Arnaldo vyrostl na Kubě v chudé dělnické rodině. Od svých 12 let si musel vydělávat na živobytí sám. Pracoval na plantážích, v truhlárně, čistil boty a k tomu chodil do školy. Ve svých 17 letech zažil kubánskou revoluci. Vstoupil do Sdružení mladých povstalců, zapojil se do pracovních brigád. Pak se dostal ke studiu na technickém institutu a vstoupil do armády. Roku 1961 byl poslán do Sovětského svazu, aby se zde stal vojenským letcem. Během kubánské krize absolvoval desítky hlídkových letů. V roce 1969 byl přijat do vojenské akademie generála Antonia Macea. Stal se náčelníkem štábu a zastával i další armádní funkce. Pak přišlo pozvání do týmu budoucích kosmonautů. Do SSSR odletěl i se svým pozdějším náhradníkem José Falconem.
Po letu výcvikové středisko opustil. Stal se brigádním generálem kubánské armády. Je ženatý.
Když Mendez v roce 1982 navštívil Československo, zavítal též do Kopřivnice, kde mu byl na základě rozhodnutí osmého plenárního zasedání městského národního výboru, jež se konalo 26. srpna 1982, uděleno čestné občanství tohoto města.

## Let do vesmíru
Letu se Sojuzem 38 se dočkal v září 1980, měl funkci kosmonaut-výzkumník. Start byl na kosmodromu Bajkonur. Letěl se sovětským velitelem, kosmonautem Jurijem Romaněnkem na orbitální stanici Saljut 6, kde již byl připojen Sojuz 37. Čekala zde na ně stálá posádka stanice, kosmonauti SSSR Leonid Popov a Valerij Rjumin. Celé kvarteto pak týden plnilo úkoly (20 vědeckých experimentů) programu Interkosmos, připravené pro tuto mezinárodní posádku. Řada se jich týkala přímo Kuby, např. detailní fotografie celého souostroví. Tamayo-Mendez s Romaněnkem pak v lodi Sojuz 38 po osmidenním letu odletěli na Zem. Přistáli v kabině lodi s pomocí padákového systému na území Kazachstánu.
- Sojuz 38, Saljut 6, Sojuz 37 - (18. září 1980 – 26. září 1980)

## Vyznamenání

### Kubánská vyznamenání
- Hrdina Kubánské republiky – 26. září 1980[4]
- Řád Playa Girón – 26. září 1980

### Zahraniční vyznamenání
- Hrdina Sovětského svazu – 26. září 1980
- Leninův řád – Sovětský svaz, 26. září 1980
- Řád přátelství – Rusko, 20. ledna 2011 – za přínos k rozvoji rusko-kubánských vztahů
- Medaile Za zásluhy při objevování vesmíru – Rusko, 12. dubna 2014 – udělil rezident Dmitrij Medveděv[5]